# 小室りりか
小室 りりか（こむろ りりか、1976年7月31日 - ）は、日本のAV女優、ストリッパー。
神奈川県出身。身長163cm、スリーサイズ はB88cm・W60cm・H87cm。血液型はA型。1997年時のプロフィールでは、バストはDカップ。

## 人物
趣味は釣り、ダイビング、乗馬、海外旅行。
好きなものはチワワ愛犬くうちゃん、食べ物ではお寿司。飲み物ではお茶、コーヒー。

## 主な出演作品

### アダルトビデオ
- イカせて下さいこの乳で!!（1996年2月24日、KUKI） ※デビュー作
- 淫乳模様（1996年3月20日、KUKI）
- 巨乳女医（1996年4月20日、KUKI）
- 巨乳秘書レイプ浸け（1996年5月31日、KUKI）
- 巨乳秘書レイプ狂い（1996年11月5日、KUKI）
- Wエロス（1996年12月31日、アリスJAPAN）
- 逆ソープ天国（1997年2月27日、アリスJAPAN）
- 奇譚クラブ35 縄泣き巨乳（1997年9月25日）
- 巨乳はさみ撃ち（1997年10月25日）
- 奇譚クラブ37 女教師はマゾの匂い（1997年11月26日）
- 巨乳秘書レイプ侵けスペシャル!!（1998年8月26日） ※総集編
- 奇譚クラブ39 マゾは秘かに燃えあがる（1998年1月23日）
- 美乳挟み撃ち（1999年1月1日）
- 女教師蛇縛の牢獄授業（2000年7月5日、アタッカーズ）
- Angel（2000年2月23日、アイデアポケット）「小室リリカ」名義

### アダルトDVD
- イレブン VOL.2 〜濡れた胸元のとまどい〜（2001年8月10日）
- 音シリーズ（5）（2002年6月21日） ※総集編
- 女社長と女秘書 〜引き裂かれたレズビアン〜（2005年2月4日、HIBINO）
- 蝋（2006年2月7日）- 多数共演
- ザ・やわ乳Bomb!4時間（2006年11月21日）※総集編

### テレビ
- ギルガメッシュないと（テレビ東京）
- 渡り番頭・鏡善太郎の推理「奥伊豆殺人渓谷 美人女将が夫を殺した!?」（2000年2月12日、テレビ朝日）
- 湯けむりスナイパー（テレビ東京、2009年4月10日・5月8日・6月19日、2010年1月2日）カトリーヌ山岸役

※ストリップのヌードシーンのみで、それ以前の者は別の女優（池谷のぶえ）が演じた。